# Omdurman

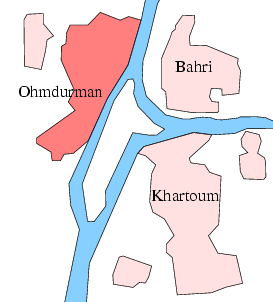
La confluenza tra Nilo Bianco e Nilo Azzurro che separa Omdurman, Khartoum e Bahri

Omdurman è una città del Sudan, la maggiore del paese e dello stato di Khartum.
Situata sulla riva occidentale del Nilo, 6 km a nord-ovest della capitale, è il principale polo commerciale del Sudan e costituisce, insieme a Khartum e Bahri, il cuore culturale e industriale del Sudan.

## Toponimo
Il toponimo Omdurman significa "madre di Durman".

## Storia
Nel 1884 il Mahdi Muḥammad Aḥmad stabilì il proprio quartier generale militare nel villaggio di Omdurman. Il conflitto che proseguì per il successivo quindicennio è noto come la guerra mahdista. Dopo aver sconfitto le truppe britanniche di stanza a Khartum nel 1885, il successore di Ahmadm, Khalifa ˤAbdullahi ibn Muḥammad, fece di Omdurman la propria capitale.
La città crebbe rapidamente ma nel 1898, con la battaglia di Omdurman (che in realtà ebbe luogo nel vicino villaggio di Kerreri), Horatio Herbert Kitchener sconfisse definitivamente i dervisci del Mahdi e ripristinò la capitale del Sudan a Khartum. Dal 1899 al 1956 il Sudan fu governato unitamente da Gran Bretagna ed Egitto anche se de facto era soltanto la prima a esercitare la propria sovranità.
Il 10 maggio 2008 il Justice and Equality Movement, gruppo ribelle del Darfur, è entrato nella città avviando una durissima battaglia con le forze governative sudanesi.

## Cultura
La città ospita la tomba del Mahdi.

## Società

### Evoluzione demografica
| Anno         | Popolazione |
| ------------ | ----------- |
| 1909         | 42.779      |
| 1983         | 526.284     |
| 1993         | 1.271.403   |
| 2007 (stima) | 2.395.159   |